# Aksel V. Johannesen
Aksel Vilhelmsson Johannesen (født 8. november 1972 i Klaksvík) er en færøsk politiker og jurist, der er Færøernes lagman og formand for landets socialdemokratiske parti Javnaðarflokkurin. Han er tidligere sundheds- og finansminister. Desuden er han tidligere midlertidigt medlem af Folketinget.

## Baggrund
Aksel V. Johannesen er søn af politikeren Vilhelm Johannesen, som sad i Lagtinget for Javnaðarflokkurin i 28 år. Han er født og opvokset i Klaksvík. Han studerede jura i København og blev uddannet cand.jur. fra Københavns Universitet i 2004. Han har arbejdet som advokat i Tórshavn fra 2007. Han er gift med Katrin Apol og har tre børn. Luitjen som spiler skak, Elias som er en af de bedste færøske gymnaster, og Magnus. Han er tidligere formand for KÍ Klaksvík, hvor han tidligere også har været fodboldspiller. Han løb hurtigt og vandt i 1994 færømesterskabet i 100 meter løb og slo den færøske rekord. Som gik ubrækket i 20 år Derudover har han også spillet volleyball for Mjølnir, som er en klub fra Klaksvík.

## Politisk karriere
Johannesen stillede op til lagtingsvalget 2008 men opnåede ikke at blive valgt, han fik 238 stemmer som var en 10. plads på Javnaðarflokkurins liste. Partiet fik 6 mandater valgt. Han blev udnævnt til sundhedsminister i 2009 og sad som sundhedsminister fra 16. juli 2009 til 21. februar 2011, da der skete en regeringsrokade i forbindelse med at Folkeflokken forlod regeringen, og i den forbindelse trådte Jóannes Eidesgaard tilbage som finansminister og overlod pladsen til Aksel V. Johannesen. Den 5. marts 2011 blev Johannesen desuden valgt til partiformand.
Fra april til maj 2012 var Johannesen midlertidigt medlem af Folketinget som stedfortræder for Sjúrður Skaale.
Ved lagtingsvalget 1. september 2015, vandt Johannesen's parti valget med 25,1 % af stemmerne og fik 8 mandater. Johannesen selv fik 2405 personlige stemmer, som var ny færøsk rekord. Han slog rekorden, som daværende lagmand, Kaj Leo Johannesen havde sat i 2011, da han fik 1967 personlige stemmer. Daværende lagmand, Kaj Leo Johannesen, lagde fra sig dagen efter valget og Aksel V. Johannesen fik initiativet til at danne ny regering. Den nye regering var en koalition mellem Javnaðarflokkurin, Tjóðveldi og Framsókn. Koalitionsaftalen blev underskrevet den 14. september 2015 og ministrene blev udnævnt dagen efter og regeringen blev dannet, den 15. september 2015.
Ved lagtingsvalget 2019 mistede den tidligere koalition flertallet i lagtinget og Javnaðarflokkurin kom i opposition.
Ved lagtingsvalget 2022 blev han genvalgt med 1961 personlige stemmer, som var det største antal stemmer. Den 22. december 2022 blev regering dannet mellem Javnaðarflokkurin, Tjóðveldi og Framsókn og Johannesen blev valgt til Færøernes lagmand.